# Loketrätan

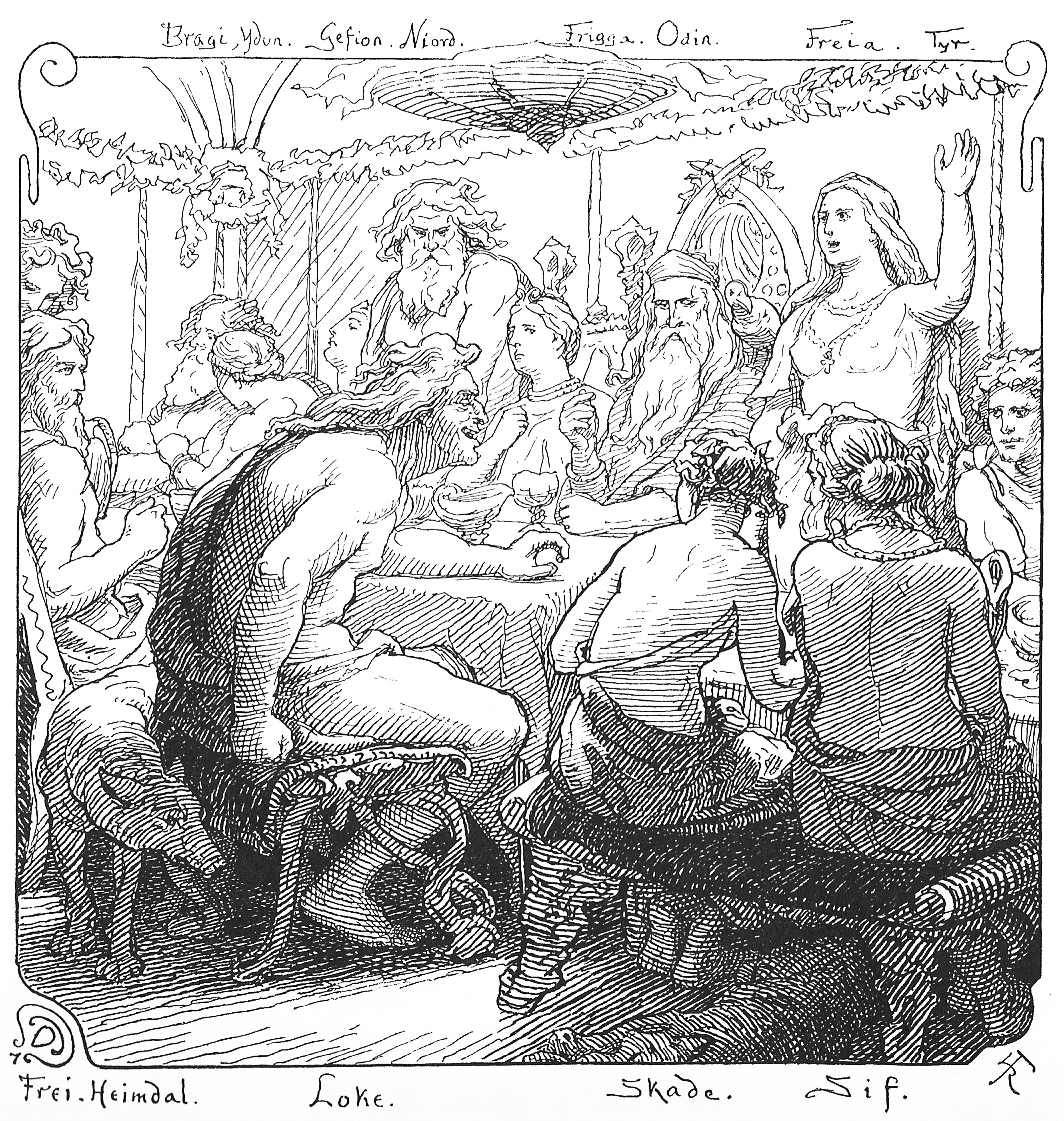
Loke grälar med gudarna (1895) av Lorenz Frölich.

Loketrätan, fornvästnordiska Lokasenna, är en fornvästnordisk dikt i den poetiska Eddan som finns upptecknad i Codex Regius. Den har översatts till svenska av bland annat Erik Brate, Åke Ohlmarks och Björn Collinder. Loketrätan har inspirerat August Strindberg till dikten Lokes smädelser.
Loketrätan handlar om hur gudarna håller gille hos Ägir. Ägirs tjänare Fimafeng och Eldir gjorde väldigt bra ifrån sig när de välkomnade gästerna och de gästande gudarna lovordade då tjänarna. Loke blev dock avundsjuk på allt beröm som östes över dem och dräpte därför Fimafeng. De övriga gudarna blev rasande och körde Loke på porten och sade att han ej var välkommen längre. Efter ett tag kom Loke tillbaka till gillet och påpekade att han och Oden blandat blod och Oden därför aldrig skulle kunna sitta vid ett bord där Loke inte var välkommen. En plats bereds för Loke som sedan smädade alla närvarande i tur och ordning. Dikten är uppbyggd som en dialog där Loke har varannan replik och den gud eller gudinna han smädar svarar. Många av Lokes anklagelser handlade om feghet, otrohet och andra oförrätter. Exempelvis anklagades Oden för att ofta ge seger åt den sämre parten i ett krig, Frigg anklagas för att ha låtit Odens bröder vila vid sin barm, samt Freja anklagas för att ha haft sexuella relationer med samtliga i salen inklusive sin bror Frej. När Frigg beklagar sig att Balder aldrig låtit detta tilltag fortsätta, så uttrycker Loke skadeglädje över att ha deltagit i mordet på Balder. Slutligen kommer Tor till gillet och får genom hot Loke att ge sig av därifrån. 